# Wills Creek Conservation Park
Wills Creek Conservation Park är en park i Australien. Den ligger i delstaten South Australia, omkring 88 kilometer nordväst om delstatshuvudstaden Adelaide. Wills Creek Conservation Park ligger 7 meter över havet.
Trakten är glest befolkad. Närmaste större samhälle är Ardrossan, omkring 17 kilometer sydväst om Wills Creek Conservation Park. Genomsnittlig årsnederbörd är 576 millimeter. Den regnigaste månaden är juni, med i genomsnitt 90 mm nederbörd, och den torraste är december, med 12 mm nederbörd.